# 都民の警察官
都民の警察官（とみん の けいさつかん）は、警視庁警察官の行動・功績を、毎年、表彰する制度である。警視庁が推薦した警察官の中から特に優秀とみなした人物を選考委員会で選ぶ。1952年（昭和27年）に始まった。

## 概要

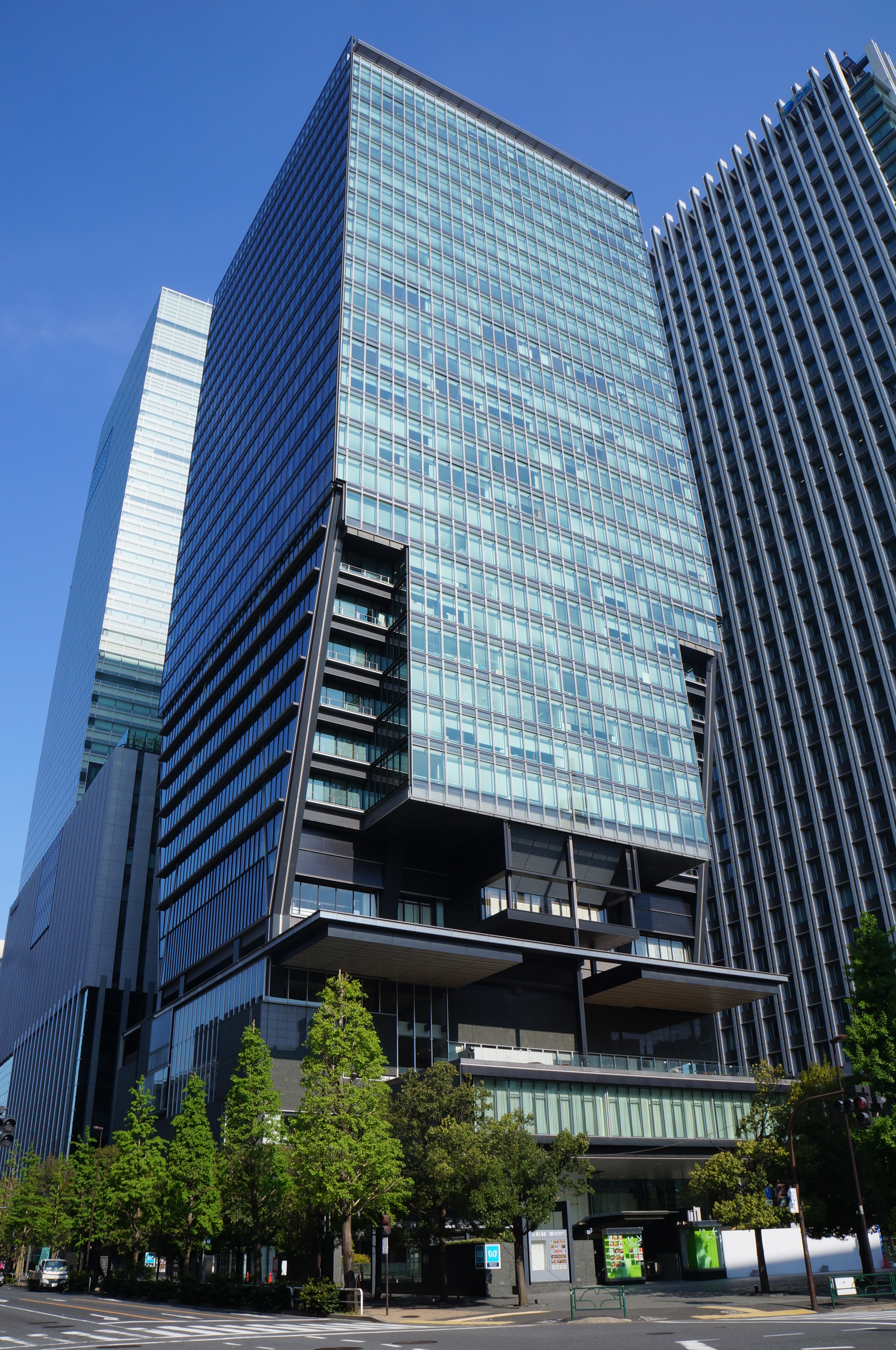
「都民の警察官」表彰式の行われる大手町サンケイプラザ（東京サンケイビル内）

主催は産経新聞・フジテレビなどフジサンケイグループ、後援は生命保険協会東京都協会、東京都交通安全協会、東京防犯協会連合会、東京都警察懇話会、東京警友会連合会、東京ガス、サンケイビル、富国生命保険相互会社、三越伊勢丹ホールディングス。民間による唯一の表彰制度で、警視総監賞や、その受賞者から選ばれる警察功労章（警察庁長官）に並ぶ名誉とされ、1968年（昭和43年）都民の警察官の受賞者に、女性刑事によるスリ犯捜査の草分けの田島和子（1996年死去、享年70）がいる。田島は警視庁婦人警察官の第3期生で、警視総監賞も179回受賞している。
また、2007年（平成19年）の第77回表彰式では、この年2月6日東武東上線ときわ台駅踏切事故で女性を救助して、電車にはねられ殉職した板橋警察署常盤台交番の宮本邦彦警部（享年53）に特別賞が贈られている。
表彰式は、千代田区の大手町サンケイプラザ（東京サンケイビル内）で開かれる。受章者は「都民の会」を結成しており、東日本大震災後に救援金も贈っている。
なお、「都民の警察官」にならい、「近畿の警察官」をはじめ同様の警察官表彰が各府県で行われているほか、同じような表彰制度として、東京消防庁消防士の「都民の消防官」や、自衛隊自衛官の「国民の自衛官」などがある。

## 歴代受章者
- 第80回（2010年）（平成22年） - 滝野川警察署刑事組織犯罪対策課暴力犯捜査係の田村隆司警部補、警備1課警備現場2係の原口四郎警部補、高尾警察署地域課地域3係長西寺方駐在所の杉田清次警部補、生活安全総務課生活安全相談センターの細沼弘子警部補、6方面交通機動隊庶務係の末吉和弘警部補[4]
- 第81回（2011年） - 6方面交通機動隊庶務係の末吉和弘警部補、警備1課警備現場2係の原口四郎警部補、生活安全総務課生活安全相談センターの細沼弘子警部補、滝野川警察署刑事組対課暴力犯捜査係の田村隆司警部補、高尾警察署地域課地域3係長西寺方駐在所の杉田清次警部補[5]
- 第82回（2012年） - 小岩警察署刑事組織犯罪対策課暴力犯捜査係の畑清喜警部補、生活環境課環境第1係の小池雅之警部補、高尾警察署地域課地域第4係上恩方駐在所の遠藤政志警部補、捜査1課殺人犯捜査係の松森みつ子警部補、広報課音楽隊の高畠治樹警部補[6]
- 第83回（2013年） - 牛込警察署刑事組織犯罪対策課銃器薬物対策係の杉山友二警部補、青梅警察署地域課地域第4係古里駐在所の山内一豊警部補、築地警察署地域課地域総務係の岩本明子警部補、災害対策課災害警備第2係の宮下正猛警部補、高島平警察署生活安全課生活安全相談係の白木秀樹警部補[7]
- 第84回（2014年） - 八王子警察署地域課第1係丹木駐在所の園田信一警部補、尾久警察署刑事生活安全組織犯罪対策課保安統括係長の梶誠警部補、捜査3課第7係の山本光江警部補、通信指令本部第3指令課指令第5係の鈴木豊子警部補、小平警察署交通課交通規制担当係長の鈴木勝博警部補[8]
- 第85回（2015年） - 尾久警察署刑事生活安全組織犯罪対策課保安係の小尾佳六警部補、荏原警察署地域課洗足駐在所の伊藤清孝警部補、警備第1課警備実施係の児玉孝之警部補、第10方面交通機動隊第2中隊の桑原文明警部補、鑑識課鑑識管理係の香取浩子警部補[9]
- 第86回（2016年） - 警備1課警備実施係の藤崎勝司警部補、捜査1課火災犯捜査係の武田智之警部補、亀有警察署少年係の赤間敢警部補、小岩警察署上篠崎駐在所の野中紀行警部補、交通総務課高齢者二輪車交通安全対策係の牛島紀美子警部補[10]
- 第87回（2017年） - 捜査共助課広域捜査共助係の山﨑仁司警部補、警護課警護1係の鶴昭人警部補、高井戸警察署交通課交通捜査係の酒井和行警部補、池袋警察署生活安全課少年1係の吉田喜代美警部補、高尾警察署西浅川駐在所の川口淳一警部[11]
- 第88回（2018年） - 交通捜査課の三好冠輝警部補、保安課の蒲澤嘉満警部補、駒込警察署地域課の佐久間慶法警部補、向島警察署堤通駐在所の永井圭治警部補、組織犯罪対策総務課の粟生陽子警部補[12][13]。